# Uruk Editores
Uruk Editores es una editorial independiente de Centroamérica, con sede central en Costa Rica. Su director y propietario es el editor costarricense Oscar Castillo. Ha publicado libros de autores nicaragüenses, costarricenses, panameños, salvadoreños y de otros países. Se le conoce también por su colección Sulayom que ha publicado obras de más de 20 autores centroamericanos. Entre los escritores que han publicado con Uruk se cuentan Ramiro Lacayo, Luis Báez, Carlos Calero, Ramiro Lacayo Deshón, Erick Aguirre Aragón, Ulises Juárez Polanco, etc. La palabra Uruk viene del idioma bribri y significa cedro.